# Huis Bourbon
Het huis Bourbon is uit Frankrijk afkomstig en een zijtak van het huis der Capetingen. Mettertijd werd het huis een van de belangrijkste Europese dynastieën en werden de leden ervan koningen van Navarra, Frankrijk, Spanje, de Beide Siciliën en hertogen van Parma. De naam Bourbon is afgeleid van het gelijknamige kasteel dat tegenwoordig Bourbon l'Archambault heet en was verbonden aan de heerlijkheid Bourbonnais (provincie); er is indirect etymologische verwantschap met de naam van de Gallisch-Keltische bronnen-god Borvo. Als stamvader van de Bourbons geldt Adhémar (900).
In 1268 huwde Adhémars afstammeling Beatrix van Bourbon met graaf Robert van Clermont, zesde zoon van koning Lodewijk IX van Frankrijk. Hun zoon Lodewijk werd in 1327 hertog van Bourbon. Peter II van Bourbon (1439–1503) trad in 1473 in het huwelijk met Anna van Frankrijk en werd in 1483 mederegent van Frankrijk. Na twee eeuwen raakte het huis het hertogdom Bourbon echter kwijt, maar in 1555 verkreeg de tak Bourbon-Vendôme de heerschappij over Navarra en in 1589 onder Hendrik van Bourbon die over Frankrijk.
De takken Bourbon-Condé en Conti, prinsen van den bloede omdat zij aftakkingen van de familie waren van vóór de troonsbestijging van Hendrik IV, hebben nooit geregeerd en zijn uitgestorven.
De Bourbons kwamen in 1700 met Filips V in Spanje aan de macht en zouden deze (met enkele onderbrekingen) tot op de dag van vandaag behouden. Van de Spaanse tak stammen ook de koningen van de Beide Siciliën (Bourbon-Sicilië) en de hertogen van Parma (Bourbon-Parma).

## Het huis en aanverwanten
- Huis Bourbon
- Huis Bourbon-Orléans (Franse tak)
  - Huis Orléans-Braganca (Portugese tak)
  - Huis Borbón (Spaanse tak)
  - Huis Alençon-Orléans
- Huis Bourbon-Parma
- Huis Bourbon-Beide Siciliën
- Huis Bourbon-Condé
- Huis Bourbon-Conti
- Huis Bourbon-Vendôme

## Heren van Bourbon

### Huis Bourbon
- -921: Adhemar
- 950-959 : Aymon I, zoon
- 959-988 : Archimbald I, de Moedige, zoon
- 1028-1034 : Archimbald II van Bourbon, de Groene of de Oude, zoon
- 1034-1064 : Archimbald III, van Monete, de Witte of de Jonge, zoon
- 1064-1078 : Archimbald IV, de Sterke, zoon
- 1078-1096 : Archimbald V, de Vrome, zoon
- 1096-1116 : Archimbald VI, de Leerling, zoon
- 1116-1120 : Aymon II, zoon van Archimbald IV
- 1120-1171 : Archimbald VII, zoon
- -1169 : Archimbald VIII, zoon
- 1171-1227 : Mathilde I, dochter

### Huis Bourbon-Dampierre
- 1196-1216 : Gwijde II, echtgenoot
- 1216-1242 : Gwijde Archimbald, de Grote, zoon
- 1242-1249 : Archimbald IX, zoon
- 1249-1262 : Mathilde II, dochter
- 1262-1287 : Agnes, zuster

### HuisBourgondië
- 1262-1267 : Jan, echtgenoot
- 1287-1310 : Beatrix, dochter

### Huis Capet
- 1310-1310 : Robert, echtgenoot

## Hertogen van Bourbon

### Huis Capet
- 1310-1342 : Lodewijk I, zoon, hertog van Bourbon 1327
- 1342-1356 : Peter I, zoon
- 1356-1410 : Lodewijk II, de Goede, zoon
- 1410-1434 : Jan I, zoon
- 1434-1456 : Karel I, zoon
- 1456-1488 : Jan II, zoon
- 1488 : Karel II, broer, afgetreden, sterft in 1488
- 1488-1503 : Peter II van Beaujeu, broer
- 1503-1521 : Suzanna, dochter.

### TakMontpensier
- 1505-1527 : Karel III van Bourbon (graaf van Montpensier; achterkleinzoon van Jan I; huwde met Suzanna; unie met Frankrijk in 1527)

### HuisAngoulême
- 1543-1545 : Karel IV, zoon van Frans I en Claude van Frankrijk.

## Bourbon-koningen vanFrankrijk
- 1589-1610: Hendrik IV
- 1610-1643: Lodewijk XIII
- 1643-1715: Lodewijk XIV
- 1715-1723: Filips van Orléans (Regent)
- 1715-1774: Lodewijk XV
- 1774-1792: Lodewijk XVI
- (1792-1795): Lodewijk XVII (regeerde niet - periode van de eerste Franse republiek)
- 1814-1824: Lodewijk XVIII
- 1824-1830: Karel X

## Bourbon-Orléans; koning derFransen, deJulimonarchie
- 1830-1848: Lodewijk Filips I

## Bourbon-koningen vanSpanje
- 1700-1724: Filips V
- 1724: Lodewijk I
- 1724-1746: Filips V (opnieuw)
- 1746-1759: Ferdinand VI
- 1759-1788: Karel III
- 1788-1808: Karel IV
- 1813-1833: Ferdinand VII
- 1833-1868: Isabella II
- 1875-1885: Alfons XII
- 1886-1931: Alfons XIII
- 1975-2014: Juan Carlos I
- 2014-heden: Felipe VI

## Bourbon-koningen derBeide Siciliën
- 1816-1825: Ferdinand I
- 1825-1830: Frans I
- 1830-1859: Ferdinand II
- 1859-1860: Frans II

## Bourbon-hertogen vanParma
- 1847-1848: Karel II
- 1848-1854: Karel III
- 1854-1860: Robert I

België (België) · Bernadotte (Zweden) · Bourbon (Spanje) · Grimaldi (Monaco) · Liechtenstein (Liechtenstein) · Nassau-Weilburg (Luxemburg) · Oranje-Nassau (Nederland) · Sleeswijk-Holstein-Sonderburg-Glücksburg (Denemarken/Noorwegen) · Windsor (Verenigd Koninkrijk)

Na 1918 onttroond:
Hohenzollern-Sigmaringen (Roemenië) · Karađorđević (Joegoslavië) · Saksen-Coburg en Gotha (Bulgarije) · Savoye (Italië/Savoye/Albanië/Kroatië) · Sleeswijk-Holstein-Sonderburg-Glücksburg (Griekenland) · Zogoe (Albanië)